# K 9
K 9 je označení chráněného objektu (podzemního bunkru) nad Zoologickou zahradou v Jihlavě. V šedesátých letech sloužil jako plánovaný podzemní úkryt pro představitele ÚV KSČ v době válečného stavu. Dnes jde o záložní krizové pracoviště Hasičského záchranného sboru Kraje Vysočina.